# Chindesaurus

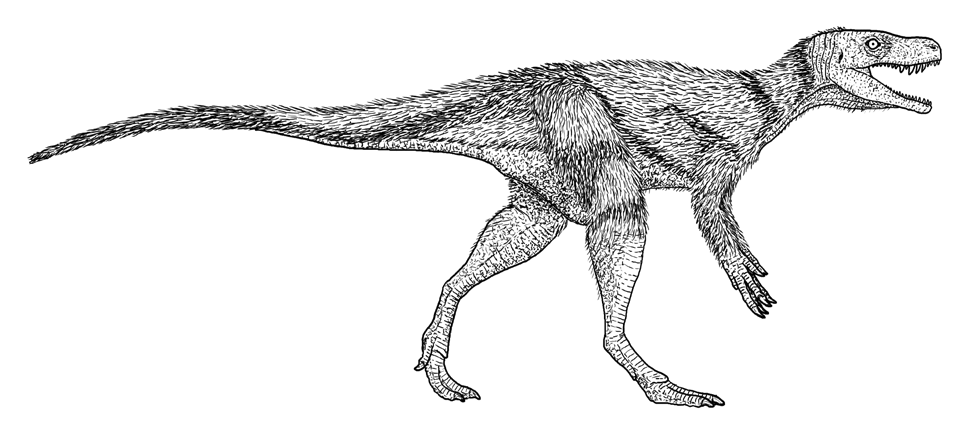
Chindesaurus bryansmalli

Chindesaurus bryansmalli is een basale vleesetende dinosauriër die tijdens het late Trias leefde in het gebied van het huidige Noord-Amerika.

## Vondst en naamgeving
In 1984 ontdekte paleontoloog Bryan Small op de Dinosaur Hollow-vindplaats in het Petrified Forest National Park in Apache County, Arizona, het sprongbeen van een dinosauriër. In 1985 werd een heel skelet opgegraven. In 1988 werd er een persconferentie over gegeven. De vondst baarde al meteen veel opzien omdat het de oudste bekende dinosauriër van de Verenigde Staten van Amerika zou zijn. Sommige kranten maakten daar de oudste dinosauriër van de wereld van. Het dier werd eerst aangezien voor een lid van de "Prosauropoda", meer bepaald de Plateosauridae. Het kreeg de bijnaam "Gertie" naar Gertie the Dinosaur, de befaamde animatiefilm van Winsor McCay. Pas in 1988 begon de preparering van het fossiel. Daarbij bleek al in 1989 dat het om roofsauriër ging, die men in 1989 voorlopig aan de Staurikosauridae toewees.
In 1995 werd de typesoort Chindesaurus bryansmalli benoemd en beschreven door Robert A. Long en Philip A. Murry. De geslachtsnaam is afgeleid van het Navajo chʼį́įdii, "boze geest". De soortaanduiding eert Bryan Small als ontdekker. De naam Chindesaurus bryansmalli was al in 1989 informeel gebruikt, en bleef toen nog een nomen nudum.

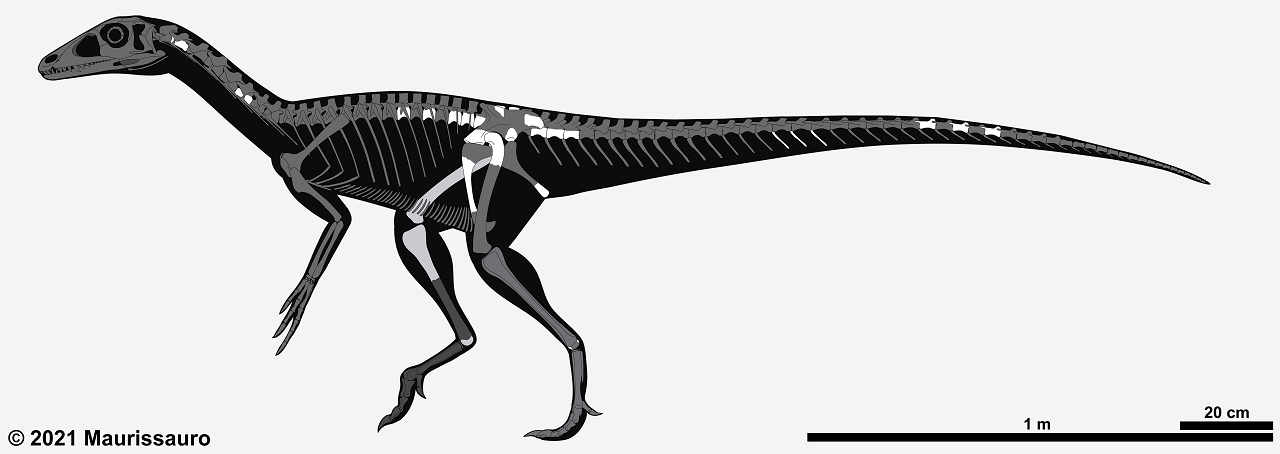
Diagram van de gevonden botten

Het holotype, PEFO 10395, is gevonden in een laag van de Upper Petrified Forest Member van de Chinleformatie die dateert uit het Norien, ongeveer 215 miljoen jaar oud. Het bestaat uit een gedeeltelijk skelet zonder schedel. Bewaard zijn gebleven: twee halswervels, vijf achterste ruggenwervels, ribben, twee sacrale wervels, drie voorste staartwervels, enkele middelste en achterste staartwervels, chevrons, de darmbeenderen, het bovendeel van een schaambeen, een losse schacht van een schaambeen, delen van de zitbeenderen, de dijbeenderen, een rechterscheenbeen en een rechtersprongbeen. In 1998 werd nog een losse tand gemeld die aan het holotype toebehoorde en in 1995 over het hoofd gezien was. Het betreft wellicht een jongvolwassen individu.

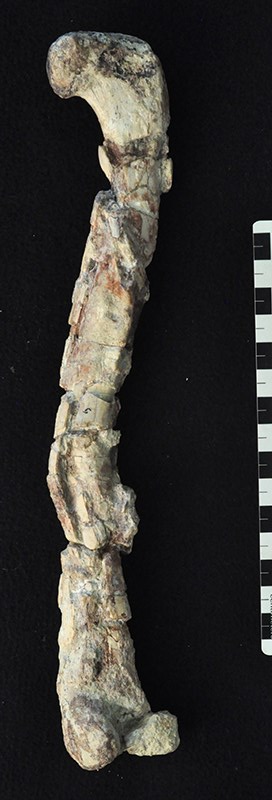
Rechterdijbeen

In 1995 werden ook enkele paratypen aangewezen. Een daarvan van een reeks van twee sacrale wervels aangetroffen in de collectie van het University of California Museum of Paleontology, zonder inventarisnummer. Ze waren van een individu groter dan het holotype. Een tweede paratype was specimen TMM 31100-523, een bovenkant van een dijbeen gevonden in Texas van een individu even groot als het holotype. Dit fossiel is ouder, uit het late Carnien, wat een reden geweest is een verband met Chindesaurus te ontkennen. Het derde paratype was specimen UMMP 8870, een stuk darmbeen waarvan de precieze herkomst onbekend is maar dat kennelijk gevonden was in Crosby County in de Tecovasformatie van Texas, die ook dateert uit het late Carnien. In 1927 was het door Ermine Cowles Case beschreven en aan Coelophysis toegewezen. In 1998 werd het door Adrian Hunt benoemd als een aparte soort, Caseosaurus crosbyensis. Latere onderzoekers hebben soms geoordeeld dat Caseosaurus een jonger synoniem was van Chindesaurus.
Verschillende fragmentarische vondsten uit het Trias van het westen van de Verenigde Staten zijn door latere onderzoekers aan Chindesaurus toegewezen. Die hebben allemaal gemeen dat het verband ermee lastig te bewijzen valt en vaak zijn ze door weer andere onderzoekers aan andere taxa toegewezen of als niet te determineren beschouwd. Dit materiaal omvat de specimina NMMNH P-35995: een darmbeen; NMMNH P-4882: een sacrale wervel; NMMNH P-16844: een ruggenwervel; TTUP 10082: een bekken; UCMP 177316: vijf ruggenwervels; PEFO 4849: een ruggenwervel; NMMNH P4415: de bovenkant van een dijbeen; NMMNH P16656: een ruggenwervel en een staartwervel; NMMNH P17325: een ruggenwervel; GR 210: een dijbeen; GR 226: een dijbeen; H2-001-080622: de bovenkant van een dijbeen; en PEFO 33982: een gedeeltelijk skelet met negen wervels, een darmbeen en een dijbeen. Dit laatste skelet is in verschillende studies met het holotype verward.
In 2019 werd het holotype opnieuw beschreven waarbij bleek dat verschillende elementen fout waren geïdentificeerd geweest. Zo werden voorste staartwervels voor ruggenwervels aangezien. In 2019 werd de toewijzing van geen enkel specimen gerechtvaardigd geacht.

## Beschrijving

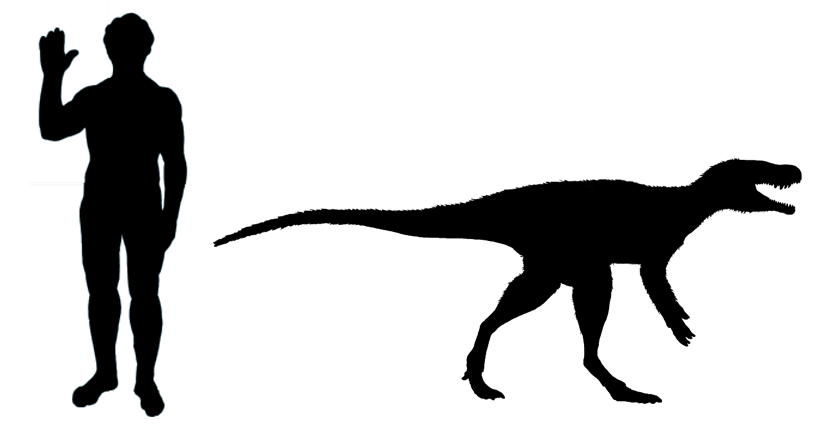
Chindesaurus in grootte vergeleken met een mens

### Grootte en onderscheidende kenmerken
Chindesaurus werd oorspronkelijk geschat op een lengte van drie à vier meter. Latere schattingen, niet uitgaande van de proporties van Coelophysis, liggen lager, op ongeveer 2,4 meter bij een gewicht van vijftien kilogram. Het rechterdijbeen van het holotype heeft een lengte van 265 millimeter.
In 2007 stelde Sterling Nesbitt een aantal onderscheidende kenmerken vast. Het achterblad van het darmbeen heeft een driehoekige verruwing. De groeve op het bovenvlak van het scheenbeen is sterk aan de binnenkant gelegen. De buitenste lob van het bovenvlak van het scheenbeen heeft een rechte achterrand in bovenaanzicht. Het sprongbeen heeft een kloof in de onderkant.
In 2019 werd geconcludeerd dat dit laatste kenmerk gedeeld werd door Tawa. Men gaf een afwijkende unieke combinatie van op zich niet unieke kenmerken. Het bovenvlak van het dijbeen is glad, zonder groeve. Bij het dijbeen vormt de trochanter major een afgeronde richel. De ruggenwervels zijn relatief kort, waarbij het wervellichaam minder dan een derde langer is dan het voorste gewrichtsfacet hoog. De voorste staartwervels hebben gereduceerde voorste gewrichtsuitsteeksels.

### Skelet
In 1995 gaven Long & Murry een algemene beschrijving van wat ze als typische kenmerken van de soort zagen. De nek is lang en lichtgebouwd. De romp is kort en gedrongen vergeleken met de lange achterpoten; ze wezen erop dat het dijbeen de lengte had van negen ruggenwervels. Die laatste zijn amfiplat en hebben pleurocoelen. Ze schatten dat er twee sacrale wervels waren in het heiligbeen; tegenwoordig wordt een aantal van drie waarschijnlijker geacht. Bij de middelste staartwervels staan de lange doornuitsteeksels rechtop in plaats van naar achteren te hellen en zijn op het laatste derde deel van de wervelboog geplaatst. Meer naar achteren in de staart zijn de voorste gewrichtsuitsteeksels matig verlengd. Het voorblad van het darmbeen vormt een kleine scherpe punt die schuin omhoog staat, weg van het aanhangsel voor het schaambeen, en waarvan de bovenrand bol naar boven gezwollen is. Het achterblad is daarmee vergeleken relatief lang en laag met een lengte ongeveer gelijk aan de zone rond het heupgewricht. Dit betekent dat het vergeleken met latere theropoden juist tamelijk kort en hoog is. De onderkant van het achterblad heeft geen duidelijke groeve voor de aanhechting van de Musculus caudofemoralis brevis. Het aanhangsel voor het schaambeen is lang en overdwars slank met een verbreding aan het uiteinde. Het aanhangsel voor het zitbeen is scherp. De schacht van het schaambeen is slank en draagt geen duidelijk ontwikkeld beenschort. Het dijbeen is zeer lang en slank, waarbij het bovenvlak maar een zesde bedraagt van de lengte. Het is later wel gesuggereerd dat dit het gevolge zou zijn van de aanwezigheid van twee individuen in het materiaal maar verder zijn daarvoor geen aanwijzingen. De kop van het dijbeen staat duidelijk horizontaal af van de schacht. De trochanter minor vormt een bolle zwelling; er is geen trochanter anterior. Over de trochanter major loopt een duidelijke richel naar beneden. De vierde trochanter ligt op de bovenste helft van de schacht. De onderkant van het dijbeen is niet speciaal overdwars verbreed. Het scheenbeen is slank. Het bovenvlak is achteraan in twee lobben verdeeld door een inkeping, waarvan de buitenste lob verreweg de grootste is. Het ondervlak van het scheenbeen is rechthoekig in profiel met de lange as overdwars. Het scheenbeen wordt voor onderaan breed en diep overgroeid door de opgaande tak van het sprongbeen. Het sprongbeen is overdwars gedrongen maar van voor naar achteren diep, waarbij de korte, brede en naar voren afgevlakte opgaande tak aan de buitenste helft ligt. De opgaande tak steekt meer in het scheenbeen dan dat het erop ligt. Een groeve aan de voorkant loopt over de onderkant van het sprongbeen door.

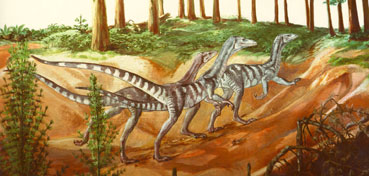
Een groep chindesauri

In 2019 konden aanvullende details en interpretaties gegeven worden. Anders dan Long en Murry dachten hebben de matig lange halswervels geen pleurocoelen maar een enkele uitholling, zonder doorboring van de botwand, op de zijde. De ruggenwervels zijn niet amfiplat maar licht amficoel, dus met holle facetten. De vermeende pleurocoelen zijn vermoedelijk ondiepe fossae centrodiapophyseales. De doornuitsteeksels zijn bovenaan overdwars verbreed, net als bij Herrerasaurus. De twee gevonden sacrale wervels zijn vermoedelijk de oorspronkelijke van het heiligbeen, wat het weer waarschijnlijker maakt dat er toch geen drie waren. Anders dan in 1995 gesteld hebben de staartwervels duidelijke chevronfacetten. In het midden van de staart steken de voorste gewrichtsuitsteeksels niet meer dan 24% van de centrumlengte uit, wat relatief kort is. De doornuitsteeksels, als lage richels aanwezig op het voorste twee derden deel van de wervelboog, zijn overdwars tafelvormig verbreed met twee afgeronde lobben aan de achterzijde van de verbreding. Het darmbeen heeft geen echte brevis shelf maar wel een driehoekige verruwing die gedeeld wordt met Caseosaurus. Het aanhangsel voor het schaambeen is in zijaanzicht breed. Bij het dijbeen heeft de bovenste beenstijl aan de binnenzijde geen uitstulping naar voren maar wel een duidelijke facies articularis antitrochanterica, contactvlak met het heupgewricht. De richel van de trochanter major loopt evenwijdig aan de buitenrand van de kop, doorlopend over de buitenste voorzijde. De laag gelegen trochanter minor steekt naar boven maar is niet van de schacht gescheiden door een kloof. De buitenzijde van de bovenste beenstijl vormt een duidelijk afgescheiden vlak ten opzichte van de kop anders dan bij veel materiaal dat aan Caseosaurus is toegewezen. De onderste buitenste gewrichtsknobbel vloeit samen met de kam van de crista tibiofibularis. Bij het scheenbeen wordt het achterste bovenvlak in twee lobben gedeeld door een U-vormige inkeping. Een tweede kleinere inkeping bevindt zich aan de buitenzijde daarvan, net als bij Tawa. Een andere overeenkomst is dat het scheenbeen achter onderaan uitloopt in een ver uitstekend puntig enkelvlak. In vooraanzicht maken de binnenste en buitenste lob van het sprongbeen een stompe hoek met elkaar, opnieuw net als bij Tawa. Tussen beide lobben bevindt zich een scherpe V-vormige groeve.

## Fylogenie
De verwantschappen van Chindesaurus zijn problematisch gebleken. De identificatie als basaal lid van de Sauropodomorpha bleek al snel onhoudbaar. De beschrijvers plaatsten hem in de Herrerasauridae. Oliver Rauhut betwijfelde of het een dinosauriër was en dacht dat het om een basaler lid van de Dinosauriformes ging. Bij analyses viel Chindesaurus soms op zeer verschillende posities uit: basaal in de Theropoda, basaal in de Saurischia of in de Herrerasauria maar buiten de Herrerasauridae. Dit weerspiegelt de beperktheid van het materiaal en de hoge ouderdom.
De studie uit 2019 had als uitkomst dat Chindesaurus de zustersoort was van Tawa, samen een klade vormend in de basis van de Theropoda, buiten de Neotheropoda.